# IC 972
IC 972 ist ein galaktischer planetarischer Nebel im Sternbild Jungfrau auf der Ekliptik.
Das Objekt wurde am 25. Mai 1892 vom französischen Astronomen Stéphane Javelle entdeckt.